# Les Huit Journées de mai derrière les barricades
Les Huit Journées de mai derrière les barricades est un livre journalistique sur les événements de la Commune de Paris de 1871 écrit par Prosper-Olivier Lissagaray lors de son exil de quelques jours à Bruxelles avant de s'enfuir en Angleterre. Il s'agit de son témoignage sur les faits, prémices à chaud de l'Histoire de la Commune de 1871.
Le 21 décembre 1871, Jenny Marx y écrit à Louis Kugelmann :
« À une seule exception près, tous les livres sur la Commune qui ont paru jusqu'à présent ne valent rien. Cette unique exception à la règle générale, c'est l'ouvrage de Lissagaray que vous recevrez en même temps que cette lettre ».